# Radek Šírl
Radek Šírl (Rudná, 20 marzo 1981) è un ex calciatore ceco, terzino sinistro o centrocampista di fascia.

## Caratteristiche tecniche
Mancino naturale, Šírl era un terzino schierabile anche come esterno di centrocampo.

## Carriera

### Gli inizi
Cresciuto nelle giovanili dello Sparta Praga, esordisce in Gambrinus Liga con la maglia del Bohemians Praga, con la quale colleziona 49 presenze in 3 anni.

### L'affermazione in Russia
Nel 2003 viene acquistato dai russi dello Zenit San Pietroburgo, con cui vince la Prem'er-Liga nel 2007 e la Coppa UEFA nel 2008, battendo in finale i Rangers per 2-0. Il 9 giugno 2008 prolunga il contratto con lo Zenit San Pietroburgo fino al 2011.
Il 14 novembre 2010 vince il suo secondo campionato con la squadra russa. Tornato in patria, veste la casacca del Mlada Boleslav, passando a Pilsen nel 2012. Il Viktoria lo cede in prestito prima al Mlada Boleslav, poi al Bohemians 1905, che al termine della stagione 2013-2014 lo riscatta. Šírl chiude la carriera al Bohemians, dove aveva iniziato sedici anni prima.
Il 6 gennaio 2016 annuncia il suo ritiro dal calcio giocato.

## Palmarès

### Club

#### Competizioni nazionali
- Campionato russo: 2

Zenit: 2007, 2010
- Supercoppa di Russia: 1

Zenit: 2008
- Coppa di Russia: 1

Zenit: 2009-2010

#### Competizioni internazionali
- Coppa UEFA: 1

Zenit: 2007-2008
- Supercoppa UEFA: 1

Zenit: 2008

## Statistiche

### Cronologia presenze e reti in nazionale
| Cronologia completa delle presenze e delle reti in nazionale ― Rep. Ceca | Cronologia completa delle presenze e delle reti in nazionale ― Rep. Ceca | Cronologia completa delle presenze e delle reti in nazionale ― Rep. Ceca | Cronologia completa delle presenze e delle reti in nazionale ― Rep. Ceca | Cronologia completa delle presenze e delle reti in nazionale ― Rep. Ceca | Cronologia completa delle presenze e delle reti in nazionale ― Rep. Ceca | Cronologia completa delle presenze e delle reti in nazionale ― Rep. Ceca | Cronologia completa delle presenze e delle reti in nazionale ― Rep. Ceca |
| Data                                                                     | Città                                                                    | In casa                                                                  | Risultato                                                                | Ospiti                                                                   | Competizione                                                             | Reti                                                                     | Note                                                                     |
| ------------------------------------------------------------------------ | ------------------------------------------------------------------------ | ------------------------------------------------------------------------ | ------------------------------------------------------------------------ | ------------------------------------------------------------------------ | ------------------------------------------------------------------------ | ------------------------------------------------------------------------ | ------------------------------------------------------------------------ |
| 15-11-2006                                                               | Praga                                                                    | Rep. Ceca                                                                | 1 – 1                                                                    | Danimarca                                                                | Amichevole                                                               | -                                                                        | 46’ 73’                                                                  |
| 20-8-2008                                                                | Londra                                                                   | Inghilterra                                                              | 2 – 2                                                                    | Rep. Ceca                                                                | Amichevole                                                               | -                                                                        | 75’                                                                      |
| 10-9-2008                                                                | Belfast                                                                  | Irlanda del Nord                                                         | 0 – 0                                                                    | Rep. Ceca                                                                | Qual. Mondiali 2010                                                      | -                                                                        |                                                                          |
| 11-10-2008                                                               | Chorzów                                                                  | Polonia                                                                  | 2 – 1                                                                    | Rep. Ceca                                                                | Qual. Mondiali 2010                                                      | -                                                                        |                                                                          |
| 15-10-2008                                                               | Teplice                                                                  | Rep. Ceca                                                                | 1 – 0                                                                    | Slovenia                                                                 | Qual. Mondiali 2010                                                      | -                                                                        | 66’                                                                      |
| 19-11-2008                                                               | Serravalle                                                               | San Marino                                                               | 0 – 3                                                                    | Rep. Ceca                                                                | Qual. Mondiali 2010                                                      | -                                                                        |                                                                          |
| 28-3-2009                                                                | Maribor                                                                  | Slovenia                                                                 | 0 – 0                                                                    | Rep. Ceca                                                                | Qual. Mondiali 2010                                                      | -                                                                        | 76’}                                                                     |
| 5-6-2009                                                                 | Jablonec nad Nisou                                                       | Rep. Ceca                                                                | 1 – 0                                                                    | Malta                                                                    | Amichevole                                                               | -                                                                        | 46’                                                                      |
| Totale                                                                   |                                                                          | Presenze                                                                 | 8                                                                        |                                                                          | Reti                                                                     | 0                                                                        |                                                                          |